# Egy becsületbeli ügy
Az Egy becsületbeli ügy (A Few Good Men) 1992-ben bemutatott amerikai filmdráma Rob Reiner rendezésében, Tom Cruise, Jack Nicholson és Demi Moore főszereplésével. A film elsődlegesen a tengerészgyalogosok életének sajátosságaival, pontosabban egy ebből fakadó probléma bírósági úton való rendezésével foglalkozik.

## Cselekmény
|  | Alább a cselekmény részletei következnek! |

A film bevezető képsorain szemtanúi lehetünk egy a guantánamói támaszponton elkövetett gyilkosságnak. Ez a prológus hozzájárul ahhoz, hogy a nézőben negatív kép alakuljon ki a vádlottakkal, Louden Downey közlegénnyel és Harold W. Dawson tizedessel szemben. A történet előrehaladtával azonban fény derül az igazságra, miszerint a két katona felsőbb utasításra, az úgynevezett „megrendszabályozás” keretein belül bántalmazta Santiago közlegényt. A halál közvetlen oka pedig nem a fizikai kontaktus volt, hanem a laktátacidózisnak nevezett biológiai folyamat. Az állítás alátámasztása, hogy Downey és Dawson nem előre megfontolt szándékkal követte el a gyilkosságot, egy hosszú folyamat eredménye, mely a cselekmény gerincét alkotja.
A szörnyű történtek után ismerhetjük meg Galloway kapitányt, akinek több ellentmondásos esemény is a szemébe ötlik. Ebből fakadóan feletteseihez fordul azzal a kéréssel, hogy a vádlottakat szállítsák Washingtonba, ahol egy hadbírósági tárgyalás keretein belül kivizsgálásra kerülhessenek a kérdéses események. A védő szerepét azonban nem ő, hanem egy fiatal ügyvéd, Kaffee hadnagy tölti be. A fiatal hadnagy arról ismert, hogy számos, egész pontosan negyvennégy esetet bírósági tárgyalás nélkül oldott meg a vádló és a védő megegyezésének köszönhetően. Galloway kapitány szívén viseli a vádlottak sorsát, így folyamatos ellenőrzés és nyomás alatt tartja az ifjú ügyvédet, aki hosszas gondolkodást követően elvállalja az ügyet.
A védelemre való előkészületekben Galloway, Kaffee és Weinberg egyaránt részt vesz. Hosszú hetek munkáját követően kezdetét veszik a tárgyalások, melyek számtalan izgalmat szolgáltatnak, valamint sok érdekességet hoznak napvilágra. Nagymértékben megnehezíti az ügyvédi hármas feladatát, hogy a vádlottak nem teljesen pontosan ismertették velük a történteket. További problémát jelent Markinson alezredes öngyilkossága, aki korábban ígéretet tett a történtek bírósági ismertetésére.
A kilátástalan helyzet orvoslása érdekében beidézik magát Nathan Jessep ezredest, a guantánamói bázis parancsnokát, ez azonban komoly kockázatvállalást jelent. Kaffee hadnagy kimért és türelmes, olykor érdektelennek tűnő kérdései az ezredes komoly nemtetszését váltják ki. A kiemelkedő intelligenciaszinttel rendelkező ezredes összezavarodik, és feldühödött állapotban elismeri, hogy a közlegény halálához vezető parancs tőle származott. Így a két tengerészgyalogos ártatlansága bebizonyosodik, azonban az ítélet értelmében fel kell hagyniuk az életük értelmét jelentő katonai pályával.
|  | Itt a vége a cselekmény részletezésének! |

## Szereplők
| Szerep                             | Színész           | Magyar hang           |
| ---------------------------------- | ----------------- | --------------------- |
| Daniel Kaffee hadnagy              | Tom Cruise        | Kautzky Armand        |
| Nathan R. Jessep ezredes           | Jack Nicholson    | Sinkó László          |
| JoAnne Galloway korvettkapitány    | Demi Moore        | Kovács Nóra           |
| Jack Ross kapitány                 | Kevin Bacon       | Szabó Sipos Barnabás  |
| Jonathan Kendrick hadnagy          | Kiefer Sutherland | Kerekes József        |
| Sam Weinberg hadnagy               | Kevin Pollak      | Mihályi Győző         |
| Matthew Andrew Markinson alezredes | J. T. Walsh       | Ujréti László         |
| Louden Downey közlegény            | James Marshall    | Stohl András          |
| Harold W. Dawson tizedes           | Wolfgang Bodison  | Kaszás Gergő          |
| Julius Alexander Randolph bíró     | J.A. Preston      | Papp János            |
| Dave Spradling hadnagy             | Matt Craven       | Végh Péter            |
| William T. Santiago tizedes        | Michael DeLorenzo | Bor Zoltán            |
| Jeffrey Owen Barnes                | Noah Wyle         | Lippai László         |
| Carl Hammaker                      | Cuba Gooding Jr.  | Bede-Fazekas Szabolcs |
| Whitaker százados                  | Xander Berkeley   | Csankó Zoltán         |
| Tom                                | Joshua Malina     | Bolba Tamás           |
| Dr. Stone                          | Christopher Guest | Varga T. József       |
| Esküdtszék elnöke                  | Jan Munroe        | Uri István            |
| West kapitány                      | John M. Jackson   | Várkonyi András       |

## „Megrendszabályozás” a filmben
A történetben a „megrendszabályozás” rendkívüli fontossággal bíró fogalom, melyet csak a hivatásos katonák ismerhetnek. Ez a kifejezés egy speciális katonai eljárást takar, mely a felsőbb vezetés kizárásával kíván rendet teremteni egy-egy osztagon belül. Ez a módszer a közkatonák körében vált alkalmatossá, így az Egyesült Államok vezetése nyíltan ellenezte az ilyen embertelen rendfenntartó módszereket. Az alkotás több szereplője is kételkedik az eljárás valóságtartalmát illetően, de rövid időn belül bebizonyosodik, hogy a katonák kiképzésében ilyesféle módszerek is szerephez jutnak.

## Jelentősebb díjak és jelölések
| Díj                   | Kategória                     | Jelöltek                                  | Eredmény |
| --------------------- | ----------------------------- | ----------------------------------------- | -------- |
| 65. Oscar-gála        | legjobb férfi mellékszereplő  | Jack Nicholson                            | Jelölve  |
| 65. Oscar-gála        | legjobb vágás                 | Robert Leighton                           | Jelölve  |
| 65. Oscar-gála        | legjobb film                  | David Brown, Rob Reiner, Andrew Scheinman | Jelölve  |
| 65. Oscar-gála        | legjobb hang                  | Kevin O'Connell, Rick Kline, Robert Eber  | Jelölve  |
| 50. Golden Globe-gála | Legjobb drámai film           | David Brown, Rob Reiner, Andrew Scheinman | Jelölve  |
| 50. Golden Globe-gála | Legjobb rendező               | Rob Reiner                                | Jelölve  |
| 50. Golden Globe-gála | Legjobb férfi színész (dráma) | Tom Cruise                                | Jelölve  |
| 50. Golden Globe-gála | Legjobb férfi mellékszereplő  | Jack Nicholson                            | Jelölve  |
| 50. Golden Globe-gála | Legjobb forgatókönyv          | Aaron Sorkin                              | Jelölve  |
| 45. DGA-díjátadó      | legjobb rendező               | Rob Reiner                                | Jelölve  |

Rob Reiner filmje bár a jelentősebb díjátadókon nem tudott eredményes lenni, ugyanakkor a begyűjtött 18 jelölése és 8 győzelme is büszkeségre adhat okot.